# Niederlauterstein
Niederlauterstein ist ein Ortsteil der sächsischen Stadt Marienberg im Erzgebirgskreis.

## Geografie

### Lage

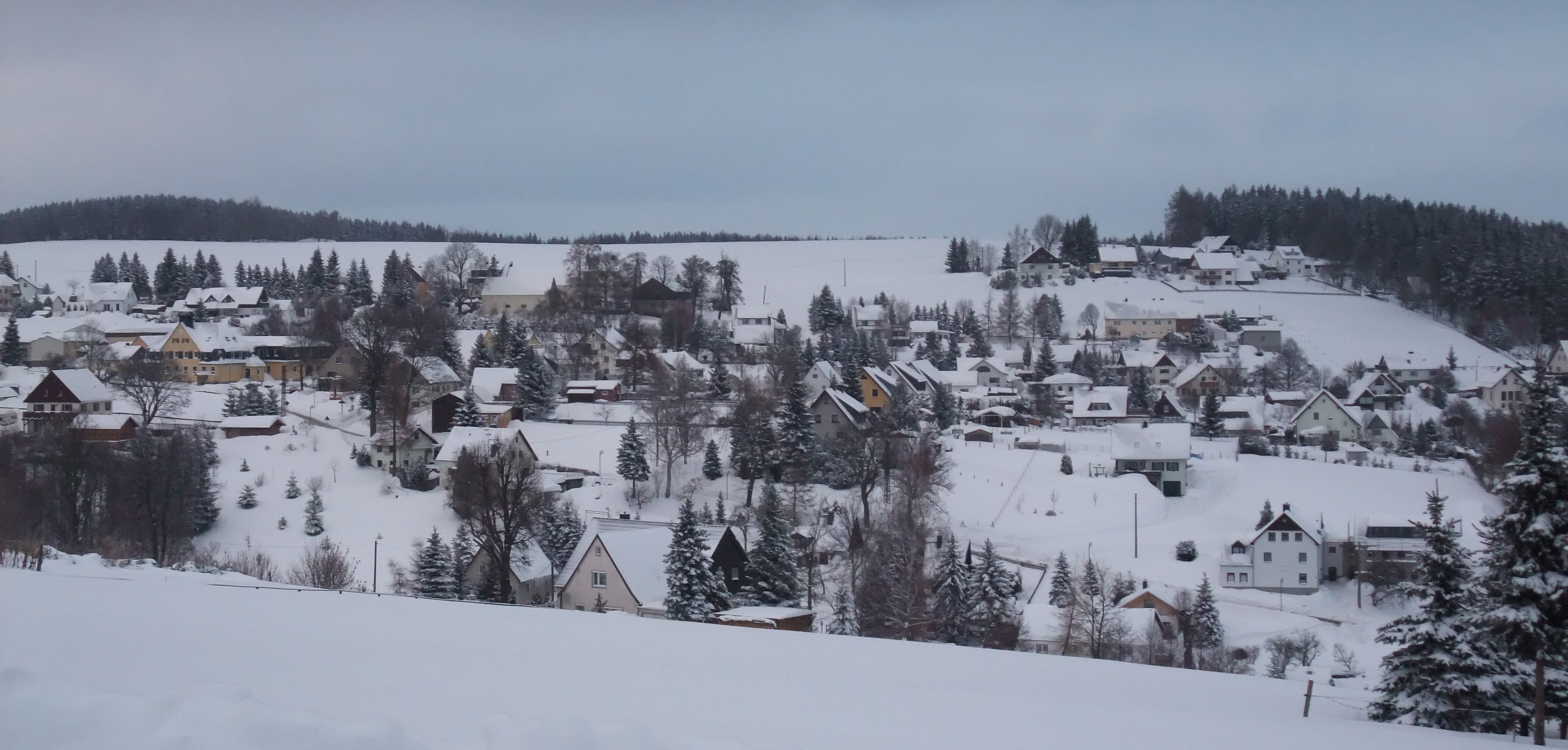
Schloßberg und Gänsegasse von Süden gesehen

Die Streusiedlung Niederlauterstein liegt etwa 3,5 Kilometer nordöstlich von Marienberg im Erzgebirge. Die Ortslage erstreckt sich vom linken Ufer der Schwarzen Pockau etwa 1,5 Kilometer nach Westen steil den Hang hinauf. Auf einem Felssporn über dem Fluss erhebt sich am östlichen Ortsende die Burg Lauterstein, welche den Besiedelungskeim des Ortes bildete und seit dem Ende des Dreißigjährigen Kriegs eine Burgruine ist. Etwa 1 Kilometer südwestlich des Ortes liegt zudem die Wüstung Schwedengraben, eine ehemalige bergmännische Ansiedlung aus dem 12. Jahrhundert. Östlich, im Tal der Schwarzen Pockau verläuft die Staatsstraße 224 zwischen Pockau und Kniebreche. Über die Kreisstraße 8131 besteht vom westlichen Ortsausgang Anschluss an das nordwestlich gelegene Lauterbach sowie an das südlich gelegene Rittersberg in der Gegenrichtung.

### Nachbarorte
| Lauterbach  | Pockau                                      |         |
|             | Kompassrose, die auf Nachbargemeinden zeigt | Sorgau  |
| Hüttengrund | Rittersberg                                 | Zöblitz |

## Geschichte

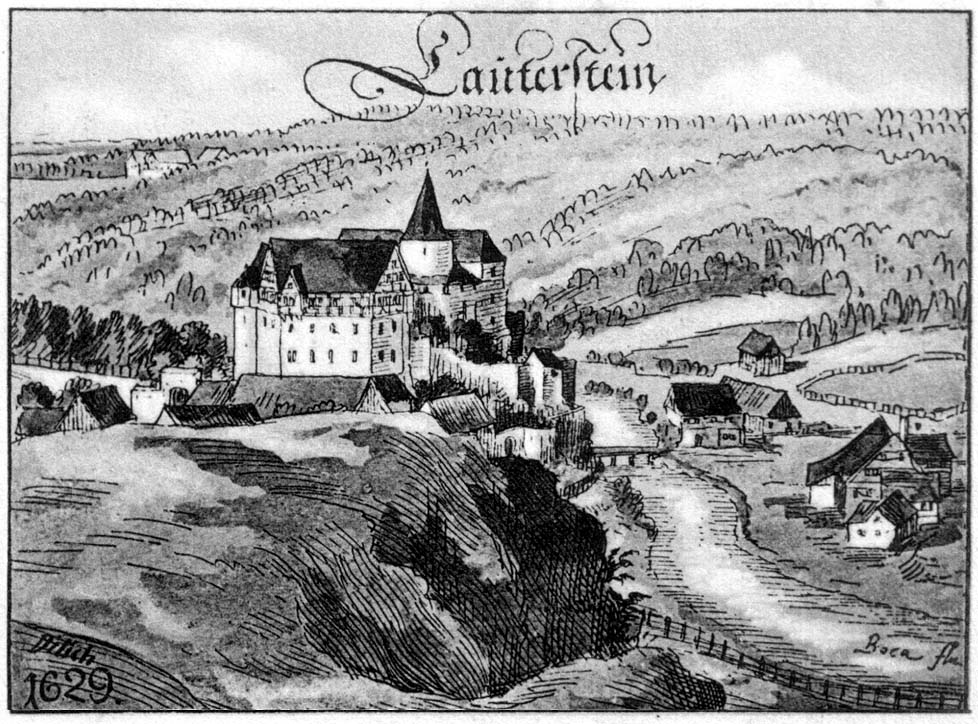
Burg Lauterstein mit ihr zu Füßen liegenden Häusern
(nach einer Zeichnung von W. Dilich, 1629)

Die Siedlungsgeschichte steht in Verbindung mit dem Bau der Burg Lauterstein, welche dem Schutz der mittelalterlichen Handels- und Passstraße von Leipzig über den Erzgebirgskamm nach Prag diente. Archäologische Untersuchungen belegten in den 1970er Jahren einen Entstehungszeitraum in der zweiten Hälfte des 12. Jahrhunderts. Die erste urkundliche Erwähnung erfolgte 1304. 1434 kaufte Kaspar von Berbisdorf für 4.000 Gulden die Herrschaft Lauterstein von den Burggrafen Otto von Leisnig und Albrecht von Altenburg ab. Im Jahre 1497 wurde die Burganlage von den Nachkommen der Berbisdorf in Nyder Sloß Lauttersteynn und zum Lawttersteyn geteilt, zu diesem Zweck wird auf dem damaligen Schlosshof eine Schiedsmauer errichtet.
Seit der Reformation 1539 ist Niederlauterstein nach Lauterbach gepfarrt. 1559 gelangte Kurfürst August von Sachsen in Besitz des Schlosses und richtete hier den Sitz des kursächsischen Amtes Lauterstein ein.
Ab 1698 wurden Vorbereitungen getroffen, um die zum Schloss Lauterstein gehörenden Vorwerke Neudeck-Schäferei, Schlossmühle und Schweizer Vorwerk zu veräußern. Die kurfürstlichen Kommissare Carl Gottlieb Leubnitz, Georg Heinrich Dürrfeldt und Curth Heinrich Einsiedel wurden beauftragt, einen Kaufvertrag auszuhandeln. Am 26. September 1701 war der Kaufvertrag fertig und wurde 23. Dezember 1701 von Kurfürst August der Starke in Warschau bestätigt.
Die Vorwerke samt Fluren wurden an 31 Amtsuntertanen oder Bewerber verkauft. Da die genannten Vorwerke ab 1497 zum Schlossteil gehörten, erhielt 1701 der neue Ort den Namen Nieder Lauterstein.
1835 wurde eine Schule eingerichtet und 1884 durch eine zweite ergänzt. 1916 wurden beide durch einen Neubau abgelöst. 1893 wurde auf dem Gelände des ehemaligen Vorwerks Schlossmühle, am rechten Ufer der Schwarzen Pockau gelegen, eine Pappenfabrik eingerichtet. 1921 wurde der Gutsbezirk Schlossmühle nach Niederlauterstein umgegliedert.
Zum 1. Januar 1996 wurde Niederlauterstein nach Marienberg eingemeindet.

## Entwicklung der Einwohnerzahl
| Jahr | Einwohnerzahl          |
| ---- | ---------------------- |
| 1764 | 31 Gärtner und Häusler |
| 1834 | 530                    |
| 1871 | 703                    |
| 1890 | 673                    |
| 1910 | 632                    |

| Jahr | Einwohnerzahl |
| ---- | ------------- |
| 1925 | 656           |
| 1939 | 696           |
| 1946 | 716           |
| 1950 | 745           |
| 1964 | 676           |

| Jahr | Einwohnerzahl |
| ---- | ------------- |
| 1990 | 573           |
| 1995 | 647           |
| 2007 | 729           |
| 2014 | 676           |
| 2015 | 673           |

| Jahr | Einwohnerzahl |
| ---- | ------------- |
| 2016 | 659           |